# Mary Jane Kelly
Mary Jane Kelly (mogelijk Limerick of Cardiff, circa 1863 - Whitechapel, Londen, 9 november 1888) was het vijfde en laatste canonieke slachtoffer van Jack the Ripper. Ze was aanzienlijk jonger dan de andere slachtoffers, die allen in de 40 waren. Van Kelly is - in tegenstelling tot veel van de andere slachtoffers - met zekerheid vast te stellen dat ze in de prostitutie zat. Ze is het enige slachtoffer dat binnenshuis is vermoord en is - wellicht omdat de Ripper daardoor minder kans liep om ontdekt te worden - het meest gruwelijk verminkt van alle slachtoffers. 

## Vroege leven
Kelly kwam begin jaren 1880 naar Londen toe. Opvallend genoeg valt er over haar als enige niets terug te vinden over de periode van voor haar trek naar Londen, ondanks dat er wel navraag werd gedaan. Kelly had bijvoorbeeld verteld dat ze uit Limerick (in Ierland) kwam, maar maakte zich in andere verhalen Welsh. Ze beweerde dat ze door een nicht de prostitutie in werd geholpen en ze zou een kindje van een paar jaar hebben gehad, dat rond 1883 was geboren. Er werd kort naar haar moord geen familie gevonden, in Ierland noch in Cardiff. Ook het kind werd niet teruggevonden en in haar spraak was evenmin het overduidelijke accent van het Welsh of Iers te horen. Historica Hallie Rubenhold vermoedde desondanks dat Kelly uit de hogere klasse kwam. Ze had bepaalde manieren om zich door het leven te bewegen, die vooral in privéonderwijs worden opgedaan. Daarnaast werd ze door bekenden ook structureel als iemand omschreven die uit de hogere klasse leek te komen.

## Sekswerk
Kelly belandde in Londen omstreeks 1883/1884 en ging het sekswerk in en dan wel specifiek het betere segment. In deze periode waren er bordeelhoudsters in dit segment aanwezig die afspraken regelden tussen de prostituee en de klant. In het geval van Kelly was deze madam ook haar huurbazin. Deze huurbazin annex madam was wellicht ook betrokken bij een afspraak die Kelly maakte met een man die haar mee wilde nemen naar Frankrijk. Ze kwam na twee weken al weer terug, omdat het haar daar niet beviel. Rubenhold verwacht dat het misschien een poging was om haar de internationale vrouwenhandel in te trekken, die in deze periode veel voorkwam. Een vrouw werd bij een bordeel gedropt in een vreemd land waar ze de taal niet sprak en kon dan zeer moeilijk weer thuis komen. Als Kelly inderdaad van goeden huize kwam, had ze wellicht een vaardigheid waarbuiten de mensenhandelaren hadden gerekend: ze sprak Frans, waardoor ze weer terug kon keren.

### Slechter betaald werk
Eenmaal terug in Londen besloot Kelly niet weer terug te gaan naar het West End waar de meer gegoede prostitutie plaatsvond. De mensenhandelaren waaraan ze waren ontsnapt hadden met haar nog een appeltje te schillen; ze was een getuige en dat was gevaarlijk voor hun werk. In 1885 besloot ze naar Pennington Street in de buurt van Whitechapel te gaan. Hier trof ze een nieuwe bordeelhoudster die tevens kamers verhuurde, mevrouw Boekü. Hier ging ze echter al weer snel weg, mogelijk omdat ze door haar buitensporige drankgebruik aan de stok kreeg met haar hospita. Ze vertrok naar een pand verderop in de straat, waar ook seks werd verkocht. Intussen werd er navraag gedaan naar haar door een oudere man die beweerde haar vader te zijn, maar wellicht een van de mensenhandelaren was waar ze aan ontsnapt was.
Eind 1886 of begin 1887 werden zij en ene Joseph Flemming verliefd op elkaar, waarna ze al spoedig bij hem introk. Dit was echter van korte duur; begin 1887 was ze terug bij haar laatste huurbazin in een poging een kamer te krijgen voor haarzelf en een klant. Ze was weg bij Flemming, mogelijk omdat hij gewelddadig was. Om in haar levensonderhoud te voorzien was ze begonnen met tippelen, waar ze de klant had opgedoken waarmee ze voor de deur van haar vorige huisbaas-madam stond. Rond maart 1887 trof ze, tijdens het tippelen, Joseph Barnett, een kuier. Amper een week later woonden ze samen. Ze verhuisden in nog geen anderhalf jaar tijd vier maal, omdat ze moeite hadden de huur te betalen en zich door dronkenschap niet populair maakten. Uiteindelijk belandden ze in Miller's Court, in een uitzonderlijk slechte buurt.

## November 1888
Vanaf halverwege september 1888 had het stel wéér moeite om de huur te betalen en al snel liepen ze zes weken achter met de huur. De huurbaas raadde Kelly aan om weer te gaan tippelen. Barnett lijkt een enorme hekel te hebben gehad aan haar vorige beroep en wilde als kostwinner voorkomen dat ze aan de slag moest als prostituee. Hij kon echter geen werk vinden. De twee hadden regelmatig bonje, onder meer om de prostituees die af en aan kwamen in het huis, omdat dit Kelly's vriendinnen waren en Kelly ze wilde beschermen tegen de ripper die in deze periode zijn slachtoffers maakte. Bij een van die ruzies werd het ruitje naast de deur ingeslagen. Er was geen geld om het te repareren en er werd een prop vodden in geduwd. In oktober liep het geheel zo op dat de 30e John Barnett het huis verliet. Hij zou 8 november weer bij haar aankloppen en in gesprek met haar gaan. Na zijn afscheid om 20:00 uur is niet geheel zeker wat er gebeurde met Kelly.

### Dood

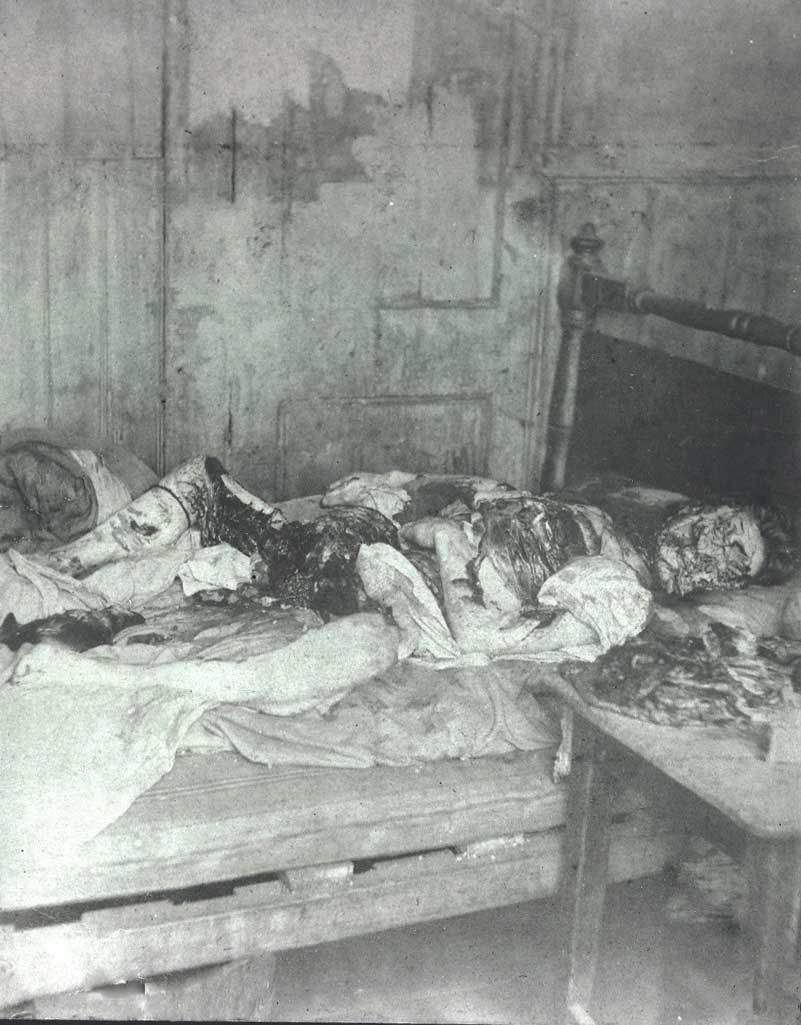
Foto van de plaats delict. Kelly's aangedane lichaam is bijna onherkenbaar op de foto

Haar buurvrouw beweerde dat ze een man mee naar huis nam rond kwart voor twaalf en dat ze haar hoorde zingen voor hem, tot één uur 's nachts. Haar bovenbuurvrouw gaf aan dat het om half twee stil was bij Kelly. Mogelijk ging Kelly om 2:00 uur nog naar buiten om een klant op te pikken. In vroege uren kleedde Kelly zich uit tot haar nachtkleding, legde alles netjes weg en ging slapen. De Ripper liet zichzelf waarschijnlijk binnen via de voordeur. Door het ingeslagen ruitje aan de kant van de weg kon de deur namelijk geopend worden. Hierna ging hij zo tekeer dat de assistent van haar huisbaas, die haar in de ochtend vond omdat hij de zes weken huur moest komen halen, de indruk had dat hij twee hompen vlees zag liggen op het nachtkastje. Daarna zag hij het verminkte lichaam. 

#### Verminkingen
Jack the Ripper kon de tijd nemen voor zijn moord op Kelly, door de afgesloten kamer waarin zij zich bevond. Op straat liep hij steeds het risico dat een diender de hoek om kwam, maar hier had hij de ruimte. Hij besloot haar dan ook niet te verstikken, zoals hij hiervoor vaker had gedaan, maar sneed als eerste haar keel door. De doodsoorzaak was in dit geval dat ze doodbloedde. Mogelijk deed hij dit omdat ze al sliep en er dus geen risico was dat ze om hulp zou roepen. Vervolgens ging hij tekeer op haar volledige lijf. Net als Kate Eddowes had zij uitgebreide verwondingen op haar gezicht. Net als alle andere slachtoffers had hij haar buik geopend en organen verwijderd. Omdat ze al grotendeels uitgekleed was, ze had enkel een nachthemdje aan, kon hij ook gemakkelijk bij haar bovenlijf. Hij sneed haar borsten af en hakte in op haar armen. Hij legde haar baarmoeder, één borst en haar nieren onder haar hoofd. Mogelijk nam hij haar hart - waar bij geen van de andere slachtoffers iets mee was gedaan - mee; dit orgaan mistte op de plaats delict. De hompen vlees die de assistent van de huisbaas dacht te zien, waren repen huid die de Ripper van Kelly's lichaam had afgesneden.